# Kalle Ankas Pocket 89: God Jul!
God Jul är nummer 89 i bokserien Kalle Ankas Pocket och utgavs 1987. Den utgavs av Richters Förlag och serierna översattes av T. Manieri och textades av Å. Lundborg.

## Innehåll

### Musse Pigg och det magiska issvärdet
Berättelsen börjar i en annan dimension i landet Raumland hos trollkarlen Kar. Invånarna beklagar sig över de höga skatterna som de måste betala till Dimmornas Furste. Kar berättar legenden om Riddare Alf och det magiska issvärdet. För att kunna störta Dimmornas Furste måste någon resa till den tionde dimensionen. Denne någon är bonden Pim som drar det kortaste strået. Han landar framför Musses hus. När han ska försöka nå den rätta dimensionen följer Musse och Långben med av misstag. Väl framme i Raumland vågar inte Pim erkänna att han gjort fel utan framställer Långben som Alf och de tre ger sig ut på ett äventyr för att hitta Issvärdet. De lyckas och störtar Dimmornas Furste. Musse och Långben återvänder till Ankeborg för att fira jul.

### Kalle Anka firar rymdjul
Kalle har en dålig dag och känner sig oomtyckt och obehövd. Knattarna tycker att de måste muntra upp honom och börjar planera en riktigt bra julklapp åt sin farbror. Nästa morgon vaknar Kalle av att telefonen ringer, han rusar upp, snubblar i trappen och svarar. Enbart för att få höra Farbror Joakim beordra honom att fara ut till skogen och hugga en gran. På hemvägen händer nått oförutsätt då kalle blir kidnappad av utomjordningar. Det visar sig att de är pyrotekniker utsända för att skapa universums största fyrverkeri. Detta genom att spränga Jorden. Kalle får en chans att rädda Jorden genom att spela "Rymdspelet". Det ser mörk ut men i sista sekunden lyckas han vinna och rymdvarelserna lyfter och flyger iväg. På slutet visar det sig att "rymdvarelserna" var Farbror Joakim och Knattarna som klätt ut sig men lika glad är Kalle för det. Han känner sig behövd.

### Musse Pigg och tornerspelen i Arktia
I det här avsnittet återvänder Musse och Långben till Raumland och Arktia efter att de båda haft drömmar där Kar ber dem komma tillbaka. Under tiden Dimmornas Furste varit borta har Raumland utvecklats till ett högteknologiskt samhälle. Allt hotas av att en vulkan hotar att få ett utbrott. Enda sättet att lugna vulkanen är att kasta ner Gerrotit, en särskild metall, i den. Den enda biten i hela Arktia finns i kungens tron. Han har lovat att ge Raumerna metallen ifall Alf ställer upp som hans riddare i tornerspelen. Efter många om och men lyckas Långben vinna mot en robot och de får stenen. De hinner inte fram till vulkanen i tid utan den exploderar och tar staden med sig. Kar har räddat folket och det bestäms att man ska bygga upp den gamla, enkla byn igen.

### Musse Pigg och återkomsten av Dimmornas Furste
Ännu en gång återvänder Musse och Långben. Denna gång för att rädda Pluto som Mimmi av misstag skickat till Raumland. Väl framme får de veta att Dimmornas Furste återvänt och nu hotas Arktia av att ännu en gång erövras. Kar förklarar att kraften sitter i masken. Musse och Långben ger sig åter ut för att störta Dimmornas Furste och rädda Pluto. Efter många äventyr kommer de fram till hans slott. Där möts de av den förfärliga Gronken. Inne hos Dimmornas Furste utbrister stidigheter och det visar sig att Dimmornas Furste är en vandrare som lyckats hitta masken och fått den på sig av misstag. Gronken är i själva verket Pluto som fått en liknande mask.

### Ludde och dammsugaren
Hunden Sniffer kommer och luktar efter backen. Ludde som råkar vara ivägen blir nästan kvävd av dammolnet som Sniffer skapar.

## Serietabell
| Nr | Namn                                           | Teckningar                              | Manus           | Originaltitel                                     | Titelfigur |
| -- | ---------------------------------------------- | --------------------------------------- | --------------- | ------------------------------------------------- | ---------- |
| 1  | Musse Pigg och det magiska issvärdet           | Massimo De Vita                         | Massimo De Vita | Topolino e la spada di ghiaccio                   | Musse Pigg |
| 2  | Kalle Anka firar rymdjul                       | Romano Scarpa, Sandro Del Conte (tusch) | Massimo Marconi | Paperino e il Natale... spaziale                  | Kalle Anka |
| 3  | Musse Pigg och tornerspelen i Arktia           | Massimo De Vita                         | Massimo De Vita | Topolino e il Torneo dell'Argaar                  | Musse Pigg |
| 4  | Musse Pigg och återkomsten av Dimmornas Furste | Massimo De Vita                         | Massimo De Vita | Topolino e il ritorno del "principe delle nebbie" | Musse Pigg |
| 5  | Ludde och dammsugaren                          | Manuel Gonzales                         | ?               | ?                                                 | Ludde      |